# Diego Osella (calciatore)
Diego Mario Francisco Osella (Acebal, 19 luglio 1970) è un allenatore di calcio ed ex calciatore argentino, di ruolo difensore. È alla guida del Chaco For Ever.

## Biografia
Suo figlio Alejo è un calciatore professionista.